# Nesperal
Nesperal ist ein Ort und eine ehemalige Gemeinde (Freguesia) im portugiesischen Kreis Sertã. Die Gemeinde hatte 307 Einwohner (Stand 30. Juni 2011).
Am 29. September 2013 wurden die Gemeinden Nesperal und Cernache do Bonjardim zur neuen Gemeinde União das Freguesias de Cernache do Bonjardim, Nesperal e Palhais zusammengeschlossen.